# セクシー・オールナイト
セクシー・オールナイトは、ラジオたんぱ（現：ラジオNIKKEI）第1放送で1982年10月2日から1984年3月31日の間放送された、深夜放送のお色気番組である。

## 概要
土曜深夜（日曜1:00 - 2:00、一時1:00 - 3:00に拡大）の時間帯、しかも短波放送というコアな聴取者層をターゲットとし、現代詩風のモノローグ、テレホンセックス、体験談や官能小説のラジオドラマ、性感占い等、当時の放送基準の限界に挑戦する内容でセンセーションを起こした。
番組初期は“覆面パーソナリティー”の「アン」と「Mr.X」の2名が進行役だったが、一部の批判を受けて赤裸々な内容は次第に薄められ、両者は途中降板。その後はロマンポルノ女優が交替で担当するようになり、ソフト化された後番組『アイ・ラブ・ナイト』に引き継がれて行った。
BCLブームが一段落した時期で、短波ラジオの売り上げも下火になっていたが、同番組の人気沸騰で家電店から廉価な短波ラジオの在庫が一掃されたという。遠距離まで伝搬する短波の特質によって、海外にも愛聴者が少なからずいた。
ジングルは女性の嬌声をサンプリングしたもので、タンゴ、ボサノバ、シャンソン、アダルト・コンテンポラリーからクラシック音楽に至るまでBGMにも意が凝らされ、にっかつロマンポルノ制作陣の協力で都会的に洗練された構成がなされていた。
番組エンディングには、米黒人ジャズ・ピアニスト、ソニー・クラークの代表的名盤として知られる「Cool Struttin'」(BlueNote)から、B面二曲目(最後）収録の"Deep Night"が選曲され、流れていた。

## 影響
文化放送は土曜深夜26:30 - 27:00（日曜日2:30 - 3:00）に『今夜はそっとくりいむレモン』を放送、土曜深夜のお色気番組の元祖であるニッポン放送の『笑福亭鶴光のオールナイトニッポン』でも、一時期過激なラジオドラマコーナー（ミッドナイトストーリー）を設けて対抗した。

## 主な出演者
- 浅見美那
- 岡本かおり
- 小森みちこ（元トライアングル）
- 寺島まゆみ
- 中川みず穂
- 松川ナミ
- 渡辺良子

他

## 主な番組提供社
- ポルノ映画制作・配給会社：にっかつ、新東宝映画[6]、ジョイパックフィルム[7]等
- アダルトビデオメーカー：宇宙企画[8]、VIPエンタープライズ、東映ビデオ等
- アダルト雑誌：リイド社[9]
- コンドームメーカー：不二ラテックス[10]
- ラブホテルチェーン：クイーンエリザベス石庭
- カーラジオメーカー：クラリオン[11]